# Cantuária

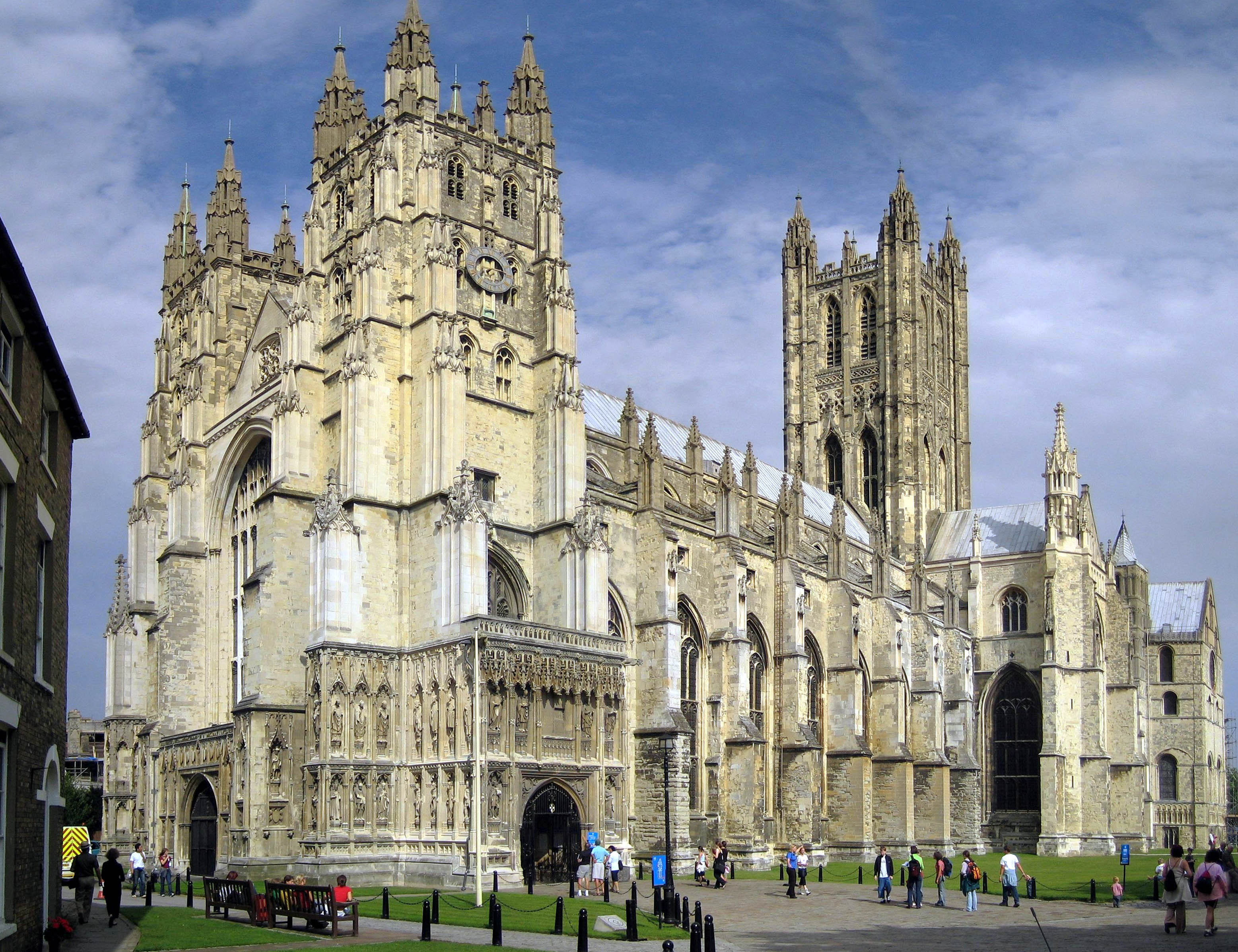
Catedral da Cantuária

Cantuária, também conhecida pelo seu nome em inglês, Canterbury é uma cidade do sudeste da Inglaterra pertencente ao condado de Kent. É o principal centro religioso do Reino Unido por abrigar o arcebispo da Cantuária, líder espiritual da Igreja Anglicana, com sede espiritual na catedral da Cantuária.
Cantuária é um destino turístico popular: consistentemente uma das cidades mais visitadas no Reino Unido, a economia da cidade depende muito do turismo. Foi ocupada desde o período do Paleolítico e serviu como capital dos celtas cancíacos e Jutos do Reino de Kent. Muitas estruturas históricas preenchem a região, incluindo um muro da cidade fundado na época romana e reconstruído no século XIV, as ruínas da Abadia de Santo Agostinho e de um castelo normando, e talvez a mais antiga escola na Inglaterra, a King's School. Complementos modernos incluem o Marlowe Theatre e o campo de críquete St Lawrence Ground, casa do Kent County Cricket Club. Há também uma população estudantil substancial, provocada pela presença da Universidade de Kent, Universidade Igreja de Cristo de Cantuária, a Faculdade de Artes Criativas, e a Universidade Americana – Cantuária. Permanece, no entanto, uma cidade relativamente pequena em termos de dimensão geográficas, quando comparada com outras cidades britânicas.

## História
A Cantuária já foi um centro administrativo romano chamado Duroverno dos Cancíacos (em latim: Durovernum Cantiacorum). Com o fim da dominação latina, a cidade foi invadida pelos bárbaros jutos que lá sediaram o Reino de Kent. Em 597, o missionário Agostinho desembarcou na Cantuária com o objetivo de iniciar a evangelização dos anglo-saxões.

## Cultura
A Cantuária foi celebrizada na obra medieval de Geoffrey Chaucer, Os Contos de Cantuária (The Canterbury Tales).